# 矢萩竹美
矢萩 竹美（やはぎ たけみ、1950年1月30日 - ）は、日本の実業家。北海道フットボールクラブの社長を務めた。北海道広尾町出身。
北海道大学卒業後、1972年に北海道新聞社に入社。広告局長、道新文化事業社の代表取締役社長を経て、2008年7月にJリーグクラブ、コンサドーレ札幌の運営会社である株式会社北海道フットボールクラブの代表取締役社長に就任。2013年3月に退任。

## 経歴
- 1968年 北海道帯広柏葉高等学校卒業
- 1972年 北海道大学法学部卒業
- 1972年 北海道新聞社入社 主に、事業企画、広告営業・企画に携わる
- 1999年 北海道新聞社 広告局営業第2部長
- 2001年 北海道新聞社 広告局次長
- 2005年 北海道新聞社 広告局長
- 2006年 北海道新聞社 広告局戦略担当局長
- 2007年 株式会社道新文化事業 代表取締役社長
- 2008年 同社 代表取締役社長退任
- 2008年 株式会社北海道フットボールクラブ代表取締役就任

## エピソード
- 2012年、勝ち点、失点数、得失点差、負け数のワースト記録を塗り替えるなど成績が低迷していたコンサドーレ札幌は、札幌矢萩社長がメッセージをフェイスブックにアップしたところ、サポーターがその内容への不満をコメントする騒動が起きた[3]